# Reepbrug (Kortrijk)
De Reepbrug is een brug aan de Leie in het centrum van de stad Kortrijk. Het verbindt de Fabriekskaai met de Reepkaai aan het Buda-eiland. 
De eerste Reepbrug stond net voor de Eerste Wereldoorlog en was één van de vroegere noord-zuidverbindingen voor auto’s. Binnen het kader van de Leiewerken werd de bestaande Reepbrug in 2010 afgebroken met het oog deze te vervangen door een nieuwer en hoger exemplaar. 
Het oorspronkelijke plan voor een nieuwe brug voor autoverkeer werd reeds voor aanvang der werken opgegeven. Na jaren van twijfel kwam er in 2022 een nieuwe voet- en fietsbrug met liften.
Broelbrug · Budabrug · Brug over Sluis 11 · Collegebrug · Dambrug · De Drie Duikers · Gentbrug · Gerechtshofbrug · Groeningebrug · Kalkovenbrug · Kasteelbrug · Leiebrug · Luipaardbrug · Noordbrug · Overzetwegbrug · Reepbrug · Ronde van Vlaanderenbrug · Spoorwegbrug Kanaal · Viaduct R8 (Harelbeke) · Viaduct R8 (Marke) · Viaduct R8 (Stasegem)